# 特拉特纳赫河畔陶夫基兴
特拉特纳赫河畔陶夫基兴是奥地利上奥地利州格里斯基尔兴县的一个市镇。总面积24.6平方公里，总人口2054人，人口密度83.5人/平方公里（2005年）。